# ریچارد اسلولی
ریچارد اسلولی (انگلیسی: Richard Sloley؛ ۲۰ اوت ۱۸۹۱ – ۱۷ اکتبر ۱۹۴۶) بازیکن فوتبال اهل انگلستان بود.
از باشگاه‌هایی که در آن بازی کرده‌است می‌توان به باشگاه فوتبال برنتفورد، باشگاه فوتبال کورینتیان و باشگاه فوتبال استون ویلا اشاره کرد.
وی همچنین در تیم فوتبال المپیک بریتانیای کبیر بازی کرده‌است.